# Маленький лорд Фаунтлерой (фільм, 1980)
Маленький лорд Фаунтлерой — британський фільм, знятий у 1980 році режисером Джеком Голдом за мотивами однойменного роману Френсіс Бернет.

## Історія створення
Фільм 1980 року - треття екранізація роману. Перша екранізація була у 1921 році, друга - 1936. За словами продюсера фільму, Нормана Роземонта, дуже важливо було показати контраст між стилем життя хлопчика в Америці та Британії.

## Сюжет
Дія фільму відбувається наприкінці ХІХ століття. Юний Седрік Еррол разом зі своєю матір’ю мешкають у Нью-Йорку. Його найкращі друзі – Дік Тіптон, хлопчик-чистильник взуття та містер Гоббс, бакалійник. Седрік із містером Гоббсом вважають себе демократами та засуджують багатіїв, через яких страждають робітники.
Та одного разу Седрік дізнається, що він є нащадком графа Дорінкорта, який мешкає в Англії та є його дідусем. Граф через свого юриста, містера Хевішема, передає пропозицію матері Седріка переїхати до Англії. При цьому їй висуваються вимоги: хлопчик повинен мешкати разом з дідусем-графом у замку, а вона мешкатиме на повному забезпеченні графа, але  поза межами замку в окремому будинку. Граф налаштований проти матері свого онука, вважаючи, що його молодший син, свого часу зробив неправильно, одружившись із нею.
Мати Седріка задля майбутнього сина погоджується на ці умови, але відмовляється від грошей графа, зазначивши, що їй вистачить власних заощаджень.
Перед від’їздом до Англії Седрік купує своєму другу містеру Гоббсу годинник на пам’ять та прохає його допомогати Дікові.
В Англії хлопчик живе з дідусем. Його мати оселяється в будинку поруч із замком. Містер Хевішем вражений її гідністю та розумом, особливо після того, як вона починає піклуватися про бідних, які живуть на землях графа.
Своєю чергою, Седрік також отримує нагоду допомогти бідним та дуже вдячний дідусеві за те, що той дозволяє йому це зробити. Незабаром він підкорює серце свого суворого дідуся, а мешканці прилеглих сіл висловлюють йому свою вдячність.
Минає час і граф влаштовує бал, на якому представляє онука в аристократичному середовищі, у тому числі й своїй сестрі Констанції Лоррідейл, з якою в нього натягнуті відносини. Леді Констанція вражена Седріком і його матір’ю.
Але під час бала Хевішем доводить графу про отримання відомостей, що американка, на ім'я Минна Еррол розповідає, що її син, якого вона називає Дарсі, є дитиною старшого сина графа, а отже і його справжнім спадкоємцем. Графу, який встиг полюбити Седріка, відверто не подобається ані Минна, ані Дарсі, але він вимушений сприйняти цю ситуацію.
В цей час в Нью-Йорку друг Седріка Дік впізнає Минну на газетному фото як колишню дружину свого старшого брата, а Дарсі - як їх сина Тома.
Разом із містером Гоббсом та братом вони їдуть до Англії та спростовують твердження Минни щодо її прав на спадщину графа.
Граф просить вибачення у матері Седріка та запрошує її жити до свого маєтку. Маленька родина влаштовує святкову різдвяну вечерю з друзями та слугами.

## Прем'єра фільму
Прем'єра фільму відбулася у Сполучних Штатах Америки 25 листопада 1980 року, у світі - 22 грудня 1980 року.